# Villebernier
Villebernier és un municipi francès situat al departament de Maine i Loira i a la regió de País del Loira. L'any 2007 tenia 1.411 habitants.

## Demografia

### Població
El 2007 la població de fet de Villebernier era de 1.411 persones. Hi havia 534 famílies de les quals 125 eren unipersonals (55 homes vivint sols i 70 dones vivint soles), 195 parelles sense fills, 187 parelles amb fills i 27 famílies monoparentals amb fills.
La població ha evolucionat segons el següent gràfic:
Habitants censats

### Habitatges
El 2007 hi havia 572 habitatges, 535 eren l'habitatge principal de la família, 15 eren segones residències i 21 estaven desocupats. 545 eren cases i 22 eren apartaments. Dels 535 habitatges principals, 409 estaven ocupats pels seus propietaris, 121 estaven llogats i ocupats pels llogaters i 6 estaven cedits a títol gratuït; 4 tenien una cambra, 28 en tenien dues, 60 en tenien tres, 155 en tenien quatre i 288 en tenien cinc o més. 410 habitatges disposaven pel capbaix d'una plaça de pàrquing. A 217 habitatges hi havia un automòbil i a 287 n'hi havia dos o més.

### Piràmide de població
La piràmide de població per edats i sexe el 2009 era:
| Homes | Edats   | Dones |
| ----- | ------- | ----- |
| 0     | 95 o +  | 4     |
| 4     | 90 a 94 | 0     |
| 4     | 85 a 89 | 16    |
| 20    | 80 a 84 | 8     |
| 12    | 75 a 79 | 36    |
| 16    | 70 a 74 | 20    |
| 36    | 65 a 69 | 28    |
| 16    | 60 a 64 | 36    |
| 48    | 55 a 59 | 44    |
| 44    | 50 a 54 | 24    |
| 28    | 45 a 49 | 52    |
| 72    | 40 a 44 | 44    |
| 52    | 35 a 39 | 64    |
| 52    | 30 a 34 | 48    |
| 32    | 25 a 29 | 36    |
| 32    | 20 a 24 | 20    |
| 52    | 15 a 19 | 56    |
| 64    | 10 a 14 | 40    |
| 52    | 5 a 9   | 52    |
| 36    | 0 a 4   | 36    |

## Economia
El 2007 la població en edat de treballar era de 878 persones, 654 eren actives i 224 eren inactives. De les 654 persones actives 595 estaven ocupades (314 homes i 281 dones) i 59 estaven aturades (23 homes i 36 dones). De les 224 persones inactives 98 estaven jubilades, 57 estaven estudiant i 69 estaven classificades com a «altres inactius».

### Ingressos
El 2009 a Villebernier hi havia 538 unitats fiscals que integraven 1.374 persones, la mediana anual d'ingressos fiscals per persona era de 16.323 €.

### Activitats econòmiques
Dels 42 establiments que hi havia el 2007, 1 era d'una empresa extractiva, 1 d'una empresa alimentària, 3 d'empreses de fabricació d'altres productes industrials, 7 d'empreses de construcció, 10 d'empreses de comerç i reparació d'automòbils, 1 d'una empresa de transport, 1 d'una empresa d'hostatgeria i restauració, 2 d'empreses immobiliàries, 6 d'empreses de serveis, 4 d'entitats de l'administració pública i 6 d'empreses classificades com a «altres activitats de serveis».
Dels 6 establiments de servei als particulars que hi havia el 2009, 1 era un taller de reparació d'automòbils i de material agrícola, 3 guixaires pintors, 1 lampisteria i 1 perruqueria.
Dels 3 establiments comercials que hi havia el 2009, 1 era una fleca, 1 una carnisseria i 1 una botiga d'electrodomèstics.
L'any 2000 a Villebernier hi havia 46 explotacions agrícoles que ocupaven un total de 609 hectàrees.

## Equipaments sanitaris i escolars
El 2009 hi havia una escola elemental.

## Poblacions més properes
El següent diagrama mostra les poblacions més properes.